# Stanford White
Stanford White (né le 9 novembre 1853 à New York et mort le 25 juin 1906 dans la même ville) était un architecte américain et l'un des membres du cabinet McKim, Mead et White, qui dessina des bâtiments de style Beaux-Arts. Il a été assassiné par le millionnaire Harry Kendall Thaw.

## Biographie
Il conçut les plans de maisons bourgeoises et des bâtiments publics, et en particulier l'arche de Washington Square Park et la Judson Memorial Church à New York. Il conçut également la tour de Tesla. En 1902-1903, il embellit l'église Saint-Barthélémy (en anglais St. Bartholomew, plus communément appelée St. Bart's, à Midtown Manhattan, New York) par un triple portail néo-roman, inspiré de l'église abbatiale de Saint-Gilles du Gard, qu'il avait admirée en 1878.
Il fut assassiné par Harry Kendall Thaw. Thaw était le mari millionnaire et jaloux d'Evelyn Nesbit, une actrice et modèle que White avait séduite alors qu'elle avait 16 ans,.

## Galerie

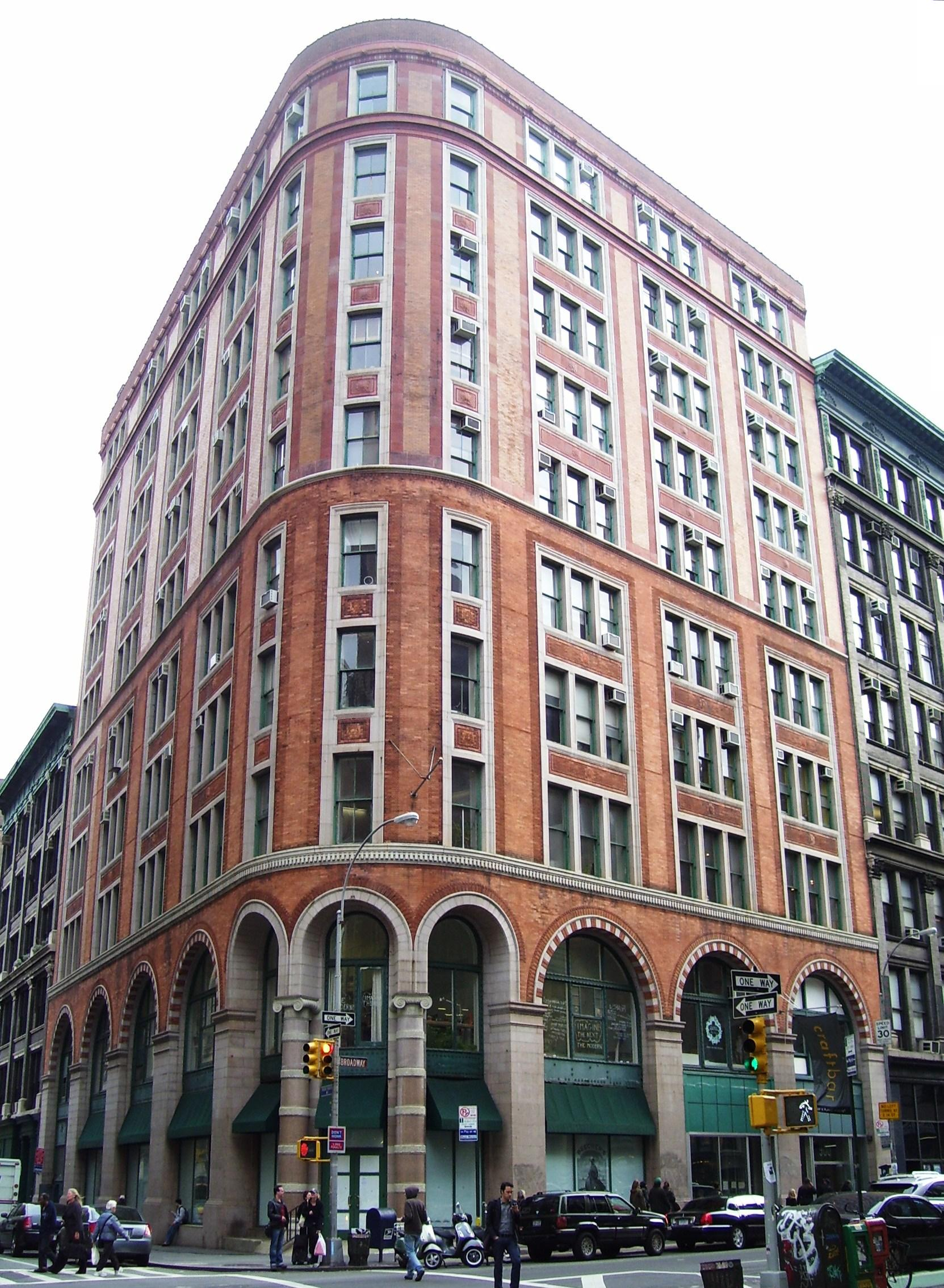
Goelet Building au 900 Broadway (en), dans le Flatiron District de Manhattan, New York.
Washington Square Arch.
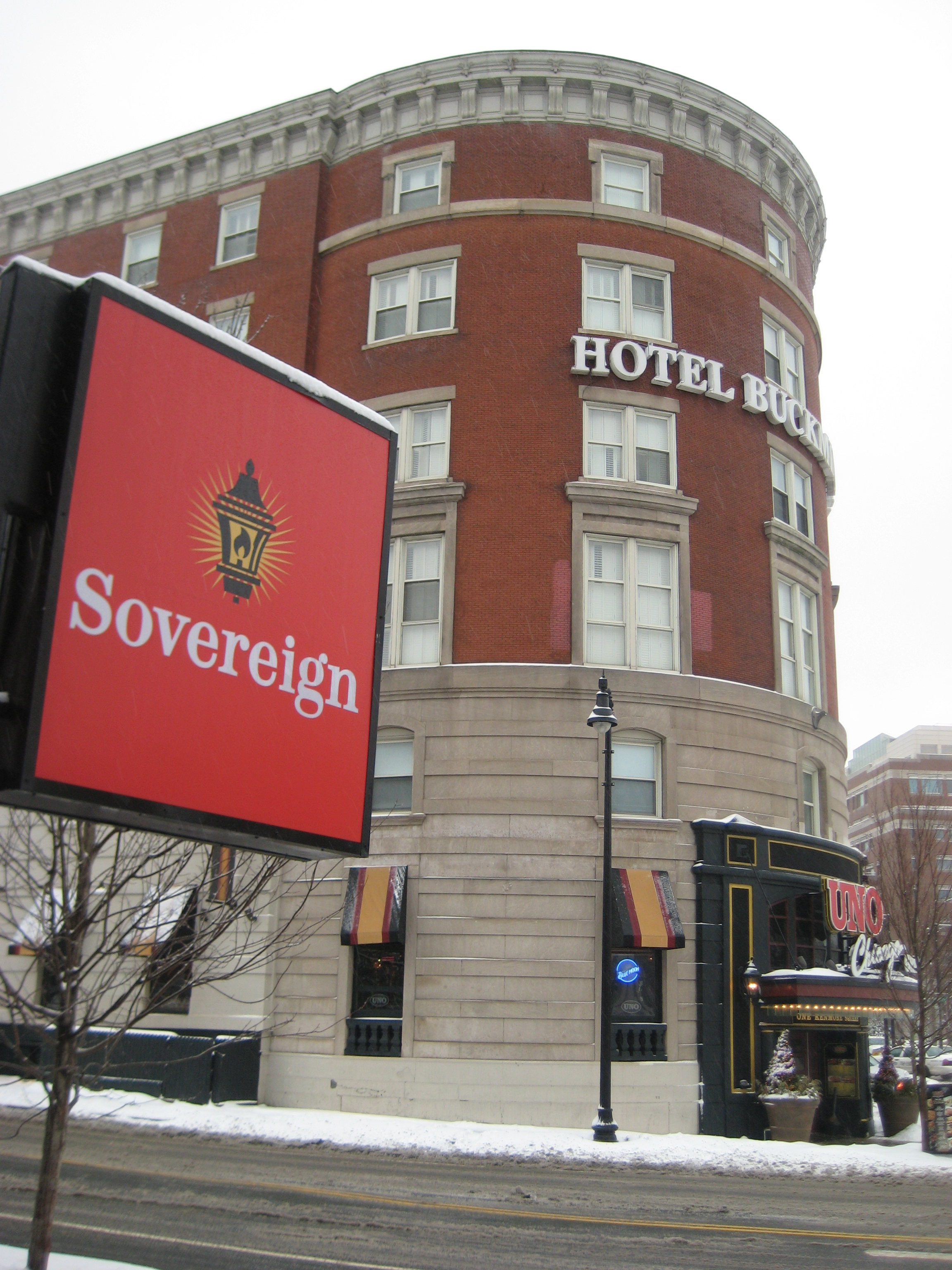
Boston Hotel Buckminster dans le Kenmore Square.
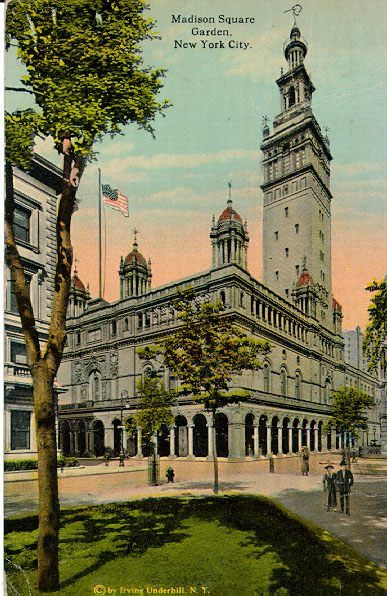
Une deuxième incarnation du Madison Square Garden a été conçue par White.
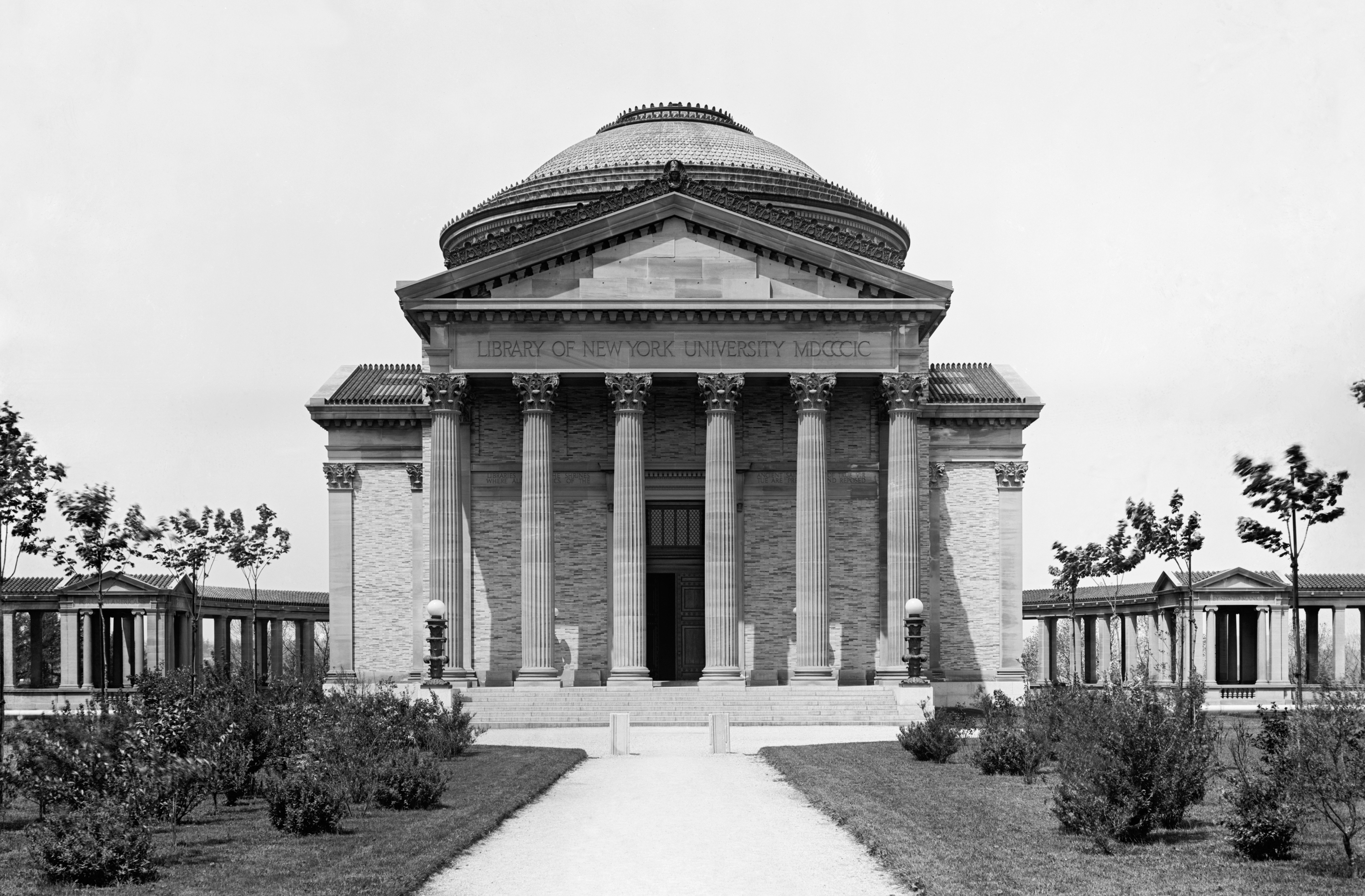
La bibliothèque de la NYU, faisant partie maintenant du Bronx Community College.
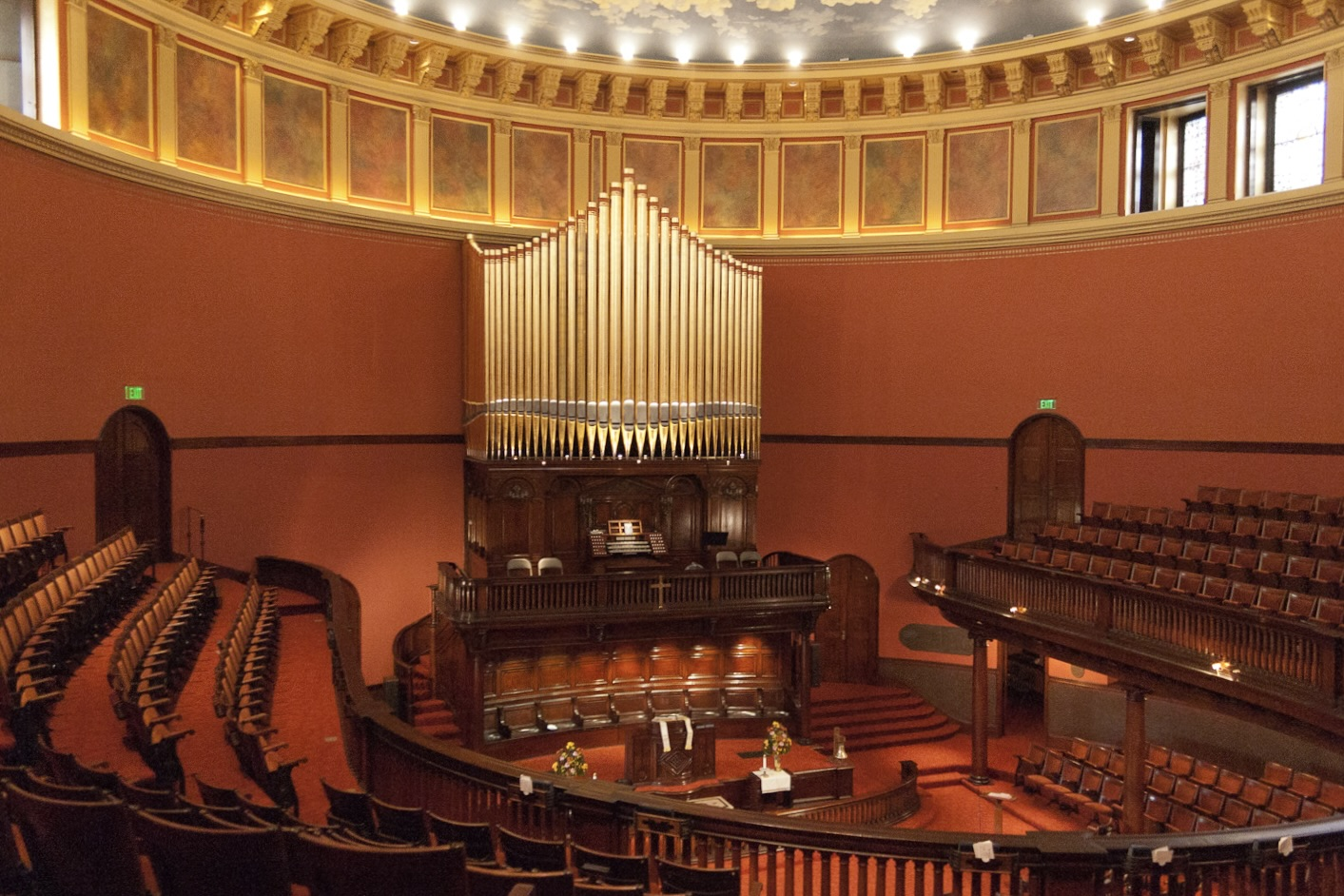
Intérieur de la Lovely Lane Methodist Church à Baltimore (Maryland).
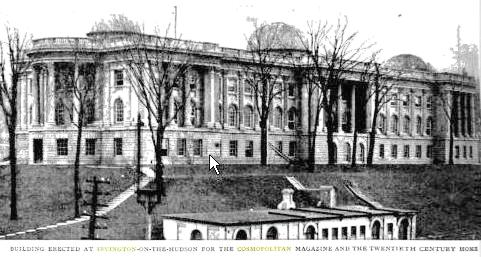
Cosmopolitan Building vers 1900 (publicité dans Cosmopolitan Magazine).
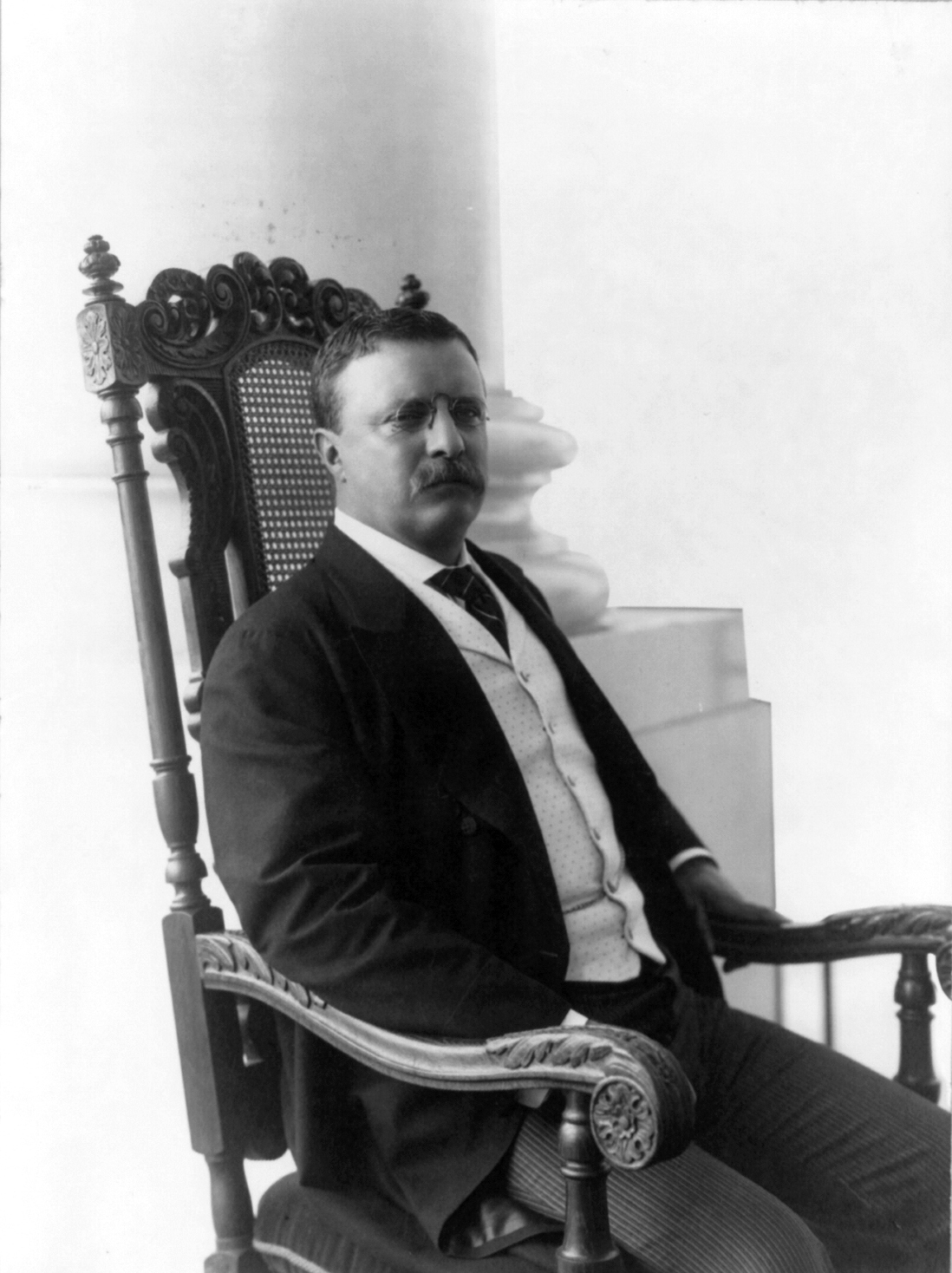
Le président Theodore Roosevelt assis dans une chaise conçue par White, 1903.
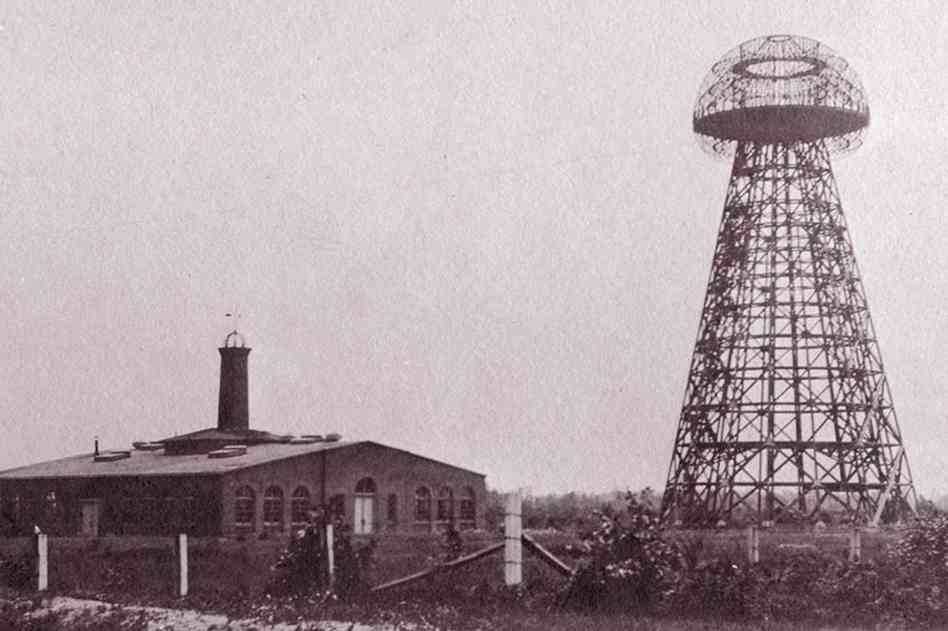
Tour de Tesla, 1904.
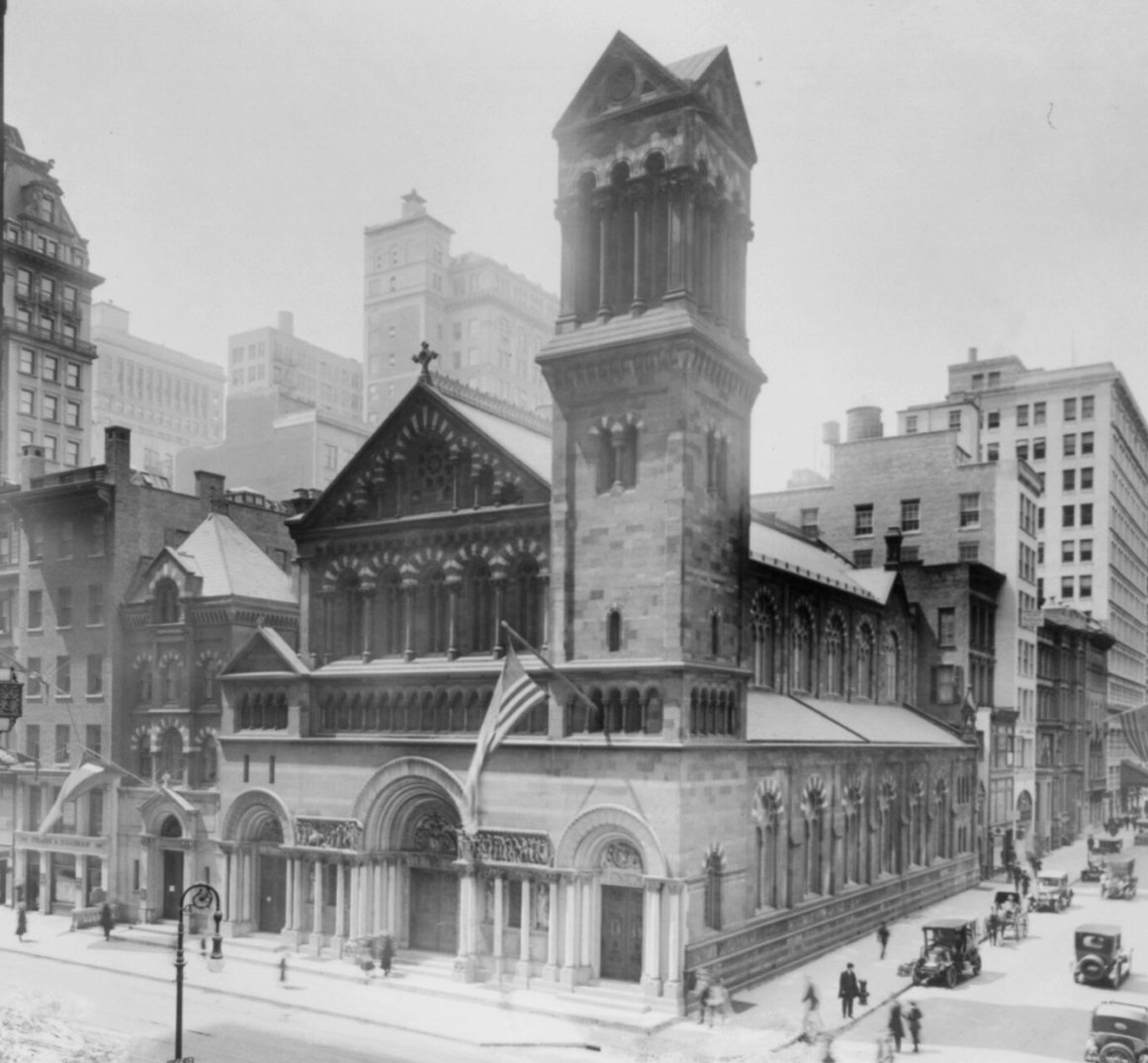
Église Saint-Barthélemy de Manhattan construite de 1872 à 1876 avec le portail de Stanford White, inspiré par l'abbaye de Saint-Gilles-du-Gard en Provence.

## Dans la culture populaire
- Il est un des personnages du roman Ragtime de E. L. Doctorow, interprété par Norman Mailer dans le film Ragtime réalisé par Miloš Forman.
- Son personnage est interprété par Ray Milland dans le film La Fille sur la balançoire de Richard Fleischer en 1955.